# Klarinetkwintet (Aho)
Kalevi Aho voltooide zijn Klarinetkwintet in 1998.
Aho werkt binnen zijn composities schema’s af. Zo is er een reeks voor zijn soloconcerto's, maar ook binnen kamermuziek hanteert hij een schema. Voor elk houten blaasinstrument wil hij een kwintet schrijven. In 1998 volgde in die reeks dit klarinetkwintet. Het werk werd geschreven op verzoek van het Kamermuziekfestival van Kuhmo. Daar beleefde het dan ook daar haar première en wel op 23 juli 1999. Solist tijdens die première was Osmo Vänskä, begeleid door het Yggdrasil Quartet. Vänskäs loopbaan begon als klarinettist van het Filharmonisch Orkest van Helsinki en hij heeft als dirigent een groot aantal orkestwerken van Aho opgenomen.
Het kwintet begint met de eerste cadens en er volgen vijf delen:
- maatslag 72- presto e leggierissimo – attaca
- maatslag 116: Andante
- maatslag 80: Cadens – attaca
- Furioso, prestissimo –attaca
- Epilogue, andante